# Bob Marley: One Love
Bob Marley: One Love ist eine US-amerikanische Filmbiografie von Regisseur Reinaldo Marcus Green, die am 14. Februar 2024 in die US-amerikanischen und am darauffolgenden Tag in die deutschen Kinos kam. Das musikalische Filmdrama basiert auf dem Leben des titelgebenden jamaikanischen Reggae-Sängers Bob Marley, der von Kingsley Ben-Adir verkörpert wird.

## Handlung
Wenige Jahre nach der Unabhängigkeit Jamaikas ist der karibische Inselstaat politisch gespalten und steht kurz vor einem Bürgerkrieg. Der aus einfachen Verhältnissen stammende Reggae-Sänger Bob Marley ist gleichzeitig zum größten Star seines Heimatlandes aufgestiegen und versucht, die Menschen mit seiner Musik zu vereinen und den Konflikt so zu beenden. Vor einem Friedenskonzert im Jahr 1976 dringen Unbekannte auf sein Grundstück ein, schießen seiner Frau Rita in den Kopf und verwunden auch Bob und seinen Manager Don Taylor schwer. Obwohl alle Opfer überleben und Bob sogar das Konzert spielt, hält er einen dauerhaften Verbleib in Jamaika für zu unsicher.
Während Rita mit den gemeinsamen Kindern zunächst zu Bobs Mutter Cedella nach Delaware zieht, lässt sich der Reggae-Star mit seiner Band The Wailers in London nieder. Unter der Aufsicht des Musikproduzenten Chris Blackwell entsteht in der britischen Hauptstadt das legendäre Exodus-Album, das schon bald weltweiten Erfolg verzeichnen kann. Bob und die Wailers planen daraufhin, im Anschluss an eine Europa-Tournee auch in Afrika aufzutreten und dort den Grundstein für eine neue Infrastruktur zu legen.
In der Ehe von Bob und Rita kriselt es derweil. Rita stört sich nicht nur an den ständigen Liebesaffären ihres Ehemannes, aus denen entsprungene Kinder zumeist sie großziehen muss, sondern auch an seiner zunehmenden Entfremdung von seinen Grundwerten. Bob erkennt, dass er sich wieder mehr den Menschen widmen muss, und verstößt seinen Manager Don Taylor, der insgeheim Geld von der geplanten Afrika-Tour abgezweigt hat. Der Konflikt mit Rita wird im Sommer 1977 durch eine Krebsdiagnose überschattet, woraufhin sich beide versöhnen.
Da Bob unterdessen von den führenden Gangs Jamaikas die Sicherheit garantiert wurde, kehrt der Reggae-Sänger 1978 in seine Heimat zurück. Dort spielt er mit den Wailers auf dem One Love Peace Concert auf, wo er auf der Bühne die Vorsitzenden der beiden konkurrierenden Parteien miteinander vereint und so den bewaffneten Konflikt vorübergehend beendet. Zwei Jahre später kommt es wie geplant zu einem ersten Auftritt in Simbabwe, ehe Bob 1981 an den Folgen seiner Krebserkrankung verstirbt.

## Produktion

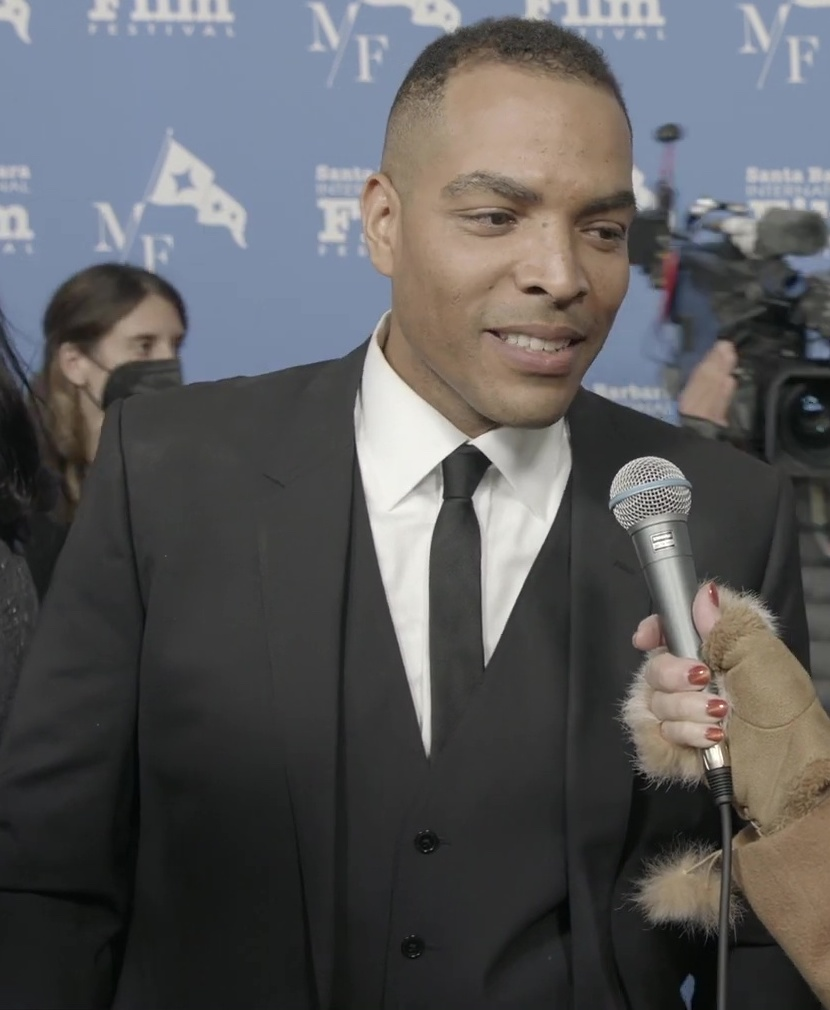
Reinaldo Marcus Green

### Entstehung und Filmstab
Erste Pläne für ein Biopic über Bob Marley reichten bis in die frühen 2000er Jahre zurück, als Regisseure wie Martin Scorsese oder Jonathan Demme mit dem Filmprojekt in Verbindung gebracht wurden. Für die Verkörperung des jamaikanischen Reggae-Sängers und seiner Ehefrau Rita wurden dabei direkte Verwandte wie der gemeinsame Sohn Ziggy und die Schwiegertochter Lauryn Hill in Betracht gezogen, aber auch externe Darsteller wie Lenny Kravitz erwogen. Eine filmische Umsetzung kam jedoch zunächst nicht zustande, sodass die Filmrechte und weitere Lizenzen an Bob Marleys Werk schließlich bei Paramount landeten.
Auf Bestreben von Marleys Familienunternehmen Tuff Gong wurden die Arbeiten an einer Filmbiografie Anfang der 2020er Jahre intensiviert und aktiv nach Filmemachern und Darstellern gesucht. Der Fokus von Tuff Gong lag dabei darauf, im Film die innere Unsicherheit und emotionale Seite von Bob Marley in den Vordergrund zu stellen und dem Publikum eine andere als aus Interviews bekannte Persönlichkeit zu zeigen. Der Regieposten wurde schließlich mit Reinaldo Marcus Green besetzt, dessen Vorgängerwerk King Richard unter anderem für einen Oscar als bester Film nominiert wurde. Das Drehbuch wurde von Zach Baylin, Terence Winter und Frank E. Flowers geschrieben, während unter anderem Marleys Witwe Rita sowie seine beiden Kinder Ziggy und Cedella als Produzenten fungierten. Später schloss sich auch die von Brad Pitt gegründete Produktionsfirma Plan B dem Filmprojekt an.

### Figuren und Besetzung
Im fast einjährigen Castingprozess für die titelgebende Hauptfigur legte Regisseur Reinaldo Marcus Green insbesondere auf die schauspielerischen Fähigkeiten und weniger auf das Gesangstalent der möglichen Darsteller Wert. Die Hauptrolle wurde schließlich mit Kingsley Ben-Adir besetzt, der zuvor durch seine Verkörperung des Bürgerrechtlers Malcolm X im Film One Night in Miami größere Bekanntheit erlangte. Für One Love erlernte er nicht nur das Singen und Gitarrespielen, sondern sah sich auch ältere Konzertaufnahmen von Bob Marley an, um dessen Tanzstil für die Dreharbeiten einstudieren zu können. Für die Rolle von Marleys Ehefrau Rita wurde die Britin Lashana Lynch verpflichtet, die selbst jamaikanische Wurzeln hat. Jüngere Versionen der beiden Figuren wurden von Quan-Dajai Henriques und Nia Ashi verkörpert.
In Nebenrollen verkörpern James Norton Marleys Musikproduzenten Chris Blackwell, Anthony Welsh seinen Manager Don Taylor und Michael Gandolfini den PR-Agenten Howard Bloom. Bei den Wailers spielt Aston Barrett Jr. den Bassist Aston Barrett, Tosin Cole den Keyboarder Tyrone Downie, Hector Donald Lewis den Schlagzeuger Carlton Barrett, David Marvin Kerr Jr. den Gitarrist Junior Marvin und Stefan Wade den Perkussionist Alvin Patterson. Die Background-Sängerinnen der I-Threes wurden durch Sevana als Judy Mowatt und Naomi Cowan als Marcia Griffiths komplettiert. In Rückblenden spielen Alexx A-Game und Abijah Livingston die ehemaligen Bandmitglieder Peter Tosh und Bunny Wailer.

### Dreharbeiten und Filmmusik
Die Dreharbeiten mit Kameramann Robert Elswit erfolgten von Mitte Dezember 2022 bis März 2023 an Originalschauplätzen in London. Unter anderem wurde so am ehemaligen Wohnsitz von Marley in Chelsea gedreht; außerdem diente die britische Hauptstadt als Kulisse für Paris. Weitere Aufnahmen entstanden an 26 Drehtagen in Jamaika, darunter auch in der Hauptstadt Kingston. Für Gesangsszenen wurden die von Hauptdarsteller Kingsley Ben-Adir live performten Songs in der Postproduktion mit Originalaufnahmen von Bob Marley vermischt.
Die Filmmusik komponierte Kris Bowers, der zuvor bereits mehrmals mit Regisseur Reinaldo Marcus Green zusammengearbeitet hatte. Für One Love wurden insgesamt 40 Bob-Marley-Songs neuaufgenommen, von denen es letztendlich 22 in den Film schafften. Außerdem trugen die Sänger Kacey Musgraves, Skip Marley, Daniel Caesar, Leon Bridges, Jessie Reyez, Wizkid und Bloody Civilian mehrere Coverversionen zum Soundtrack bei. Die zugehörige EP wurde am 14. Februar 2024 bei Island Records digital veröffentlicht.

### Veröffentlichung
Erstes Bildmaterial wurde Ende April 2023 auf der CinemaCon in Las Vegas vorgestellt. Gleichzeitig wurde auch der offizielle Titel Bob Marley: One Love enthüllt, der sich auf den gleichnamigen Song von Marleys Exodus-Album bezieht. Ein erster Trailer wurde am 6. Juli 2023 veröffentlicht; ein zweiter folgte am 5. Dezember 2023. Eine erste öffentliche Vorführung des Films fand am 23. Januar 2024 in Kingston statt; die offizielle Weltpremiere erfolgte am 6. Februar 2024 in Los Angeles. Der Film sollte ursprünglich am 12. Januar 2024 in die US-amerikanischen Kinos kommen, ehe der US-Starttermin auf den 14. Februar 2024 verschoben wurde. Der deutsche Kinostart erfolgte am darauffolgenden Tag.
Der digitale Heimkinostart erfolgte in den Vereinigten Staaten am 19. März 2024, ehe der Film ab dem 28. Mai auch auf DVD und Blu-ray verfügbar war.

## Synchronisation
Die deutschsprachige Synchronisation entstand nach einem Dialogbuch und unter der Dialogregie von Marius Clarén bei Interopa Film.
| Rolle                 | Darsteller                 | Synchronsprecher      |
| --------------------- | -------------------------- | --------------------- |
| Bob Marley            | Kingsley Ben-Adir          | Jonathan Kwesi Aikins |
| Bob Marley            | Quan-Dajai Henrique (jung) | Carlos Fanselow       |
| Rita Marley           | Lashana Lynch              | Lo Rivera             |
| Rita Marley           | Nia Ashi (jung)            | Vivien Gilbert        |
| Chris Blackwell       | James Norton               | Jacob Weigert         |
| Don Taylor            | Anthony Welsh              | Julian Tennstedt      |
| Aston Barrett         | Aston Barrett Jr.          | Jan-Marten Block      |
| Tyrone Downie         | Tosin Cole                 | David Kunze           |
| Carlton Barrett       | Hector Donald Lewis        | Wanja Gerick          |
| Junior Marvin         | David Marvin Kerr Jr.      | Kaze Uzumaki          |
| Alvin Patterson       | Stefan Wade                | Vincent Fallow        |
| Judy Mowatt           | Sevana                     | Julie Bonas           |
| Antonio Gilbert       | Gawaine Campbell           | Alexander Ziegenbein  |
| Neville Garrick       | Sheldon Shepherd           | Nick Forsberg         |
| Howard Bloom          | Michael Gandolfini         | Roland Wolf           |
| Cedella Marley Booker | Nadine Marshall            | Romina Köhler         |

## Rezeption

### Altersfreigabe
Bob Marley: One Love erhielt in den Vereinigten Staaten von der MPA für etwas Gewalt, die Sprache und den durchgängig gezeigten Konsum von Marihuana und Tabak ein PG-13-Rating. In Deutschland vergab die FSK eine Freigabe ab 12 Jahren. In der Freigabebegründung heißt es, der Film sei insgesamt eher ruhig und dialogstark inszeniert. Sehr vereinzelte Bedrohungs- und Gewaltszenen seien nicht drastisch inszeniert und würden im Handlungskontext keine ängstigende Wirkung erzeugen. Zwar werde fortwährend Cannabis-Konsum gezeigt, doch dies geschehe sehr beiläufig und sei klar in den Kontext der Rastafari-Kultur eingebunden; auch das historische Setting habe eine distanzierende Wirkung.

### Kritiken
Bob Marley: One Love konnte 45 % der 197 bei Rotten Tomatoes gelisteten Kritiker überzeugen und erhielt dabei eine durchschnittliche Bewertung von 5,4 von 10 Punkten. Als zusammenfassendes Fazit zieht die Seite, auch wenn Kingsley Ben-Adir in der Hauptrolle eine bemerkenswerte Leistung abliefere, sei der Film letztendlich nur ein Standard-Biopic, das seinem brillanten Thema nicht gerecht werde. Bei Metacritic erhielt der Film basierend auf 36 Kritiken einen Metascore von 43 von 100 möglichen Punkten. Vom Publikum wurde Bob Marley: One Love hingegen deutlich wohlwollender aufgenommen und erhielt so die beste CinemaScore-Bewertung „A“.
Als starkes Biopic, das das unauslöschliche Erbe des zu früh verstorbenen Künstlers Bob Marley zeige, wird One Love von Richard Roeper in seiner Filmkritik für die Chicago Sun-Times bezeichnet. Mit einer sicheren Regie im Dokudrama-Stil inszeniere Reinaldo Marcus Green einen zwar konventionellen und schnörkellosen, aber durchweg mitreißenden Film. Der Regisseur folge dabei dem modernen Ansatz, sich nur auf einen zentralen Teil des Lebens der abgebildeten Person zu fokussieren, erreiche mit seiner eher formelhaften Erzählung aber das genaue Gegenteil von experimentellen Biopics wie The Doors oder Rocketman. Das Highlight seien aber ohnehin die Konzertszenen und Green leiste bewundernswerte Arbeit dabei, Aufnahme-Sessions sowie Liveauftritte nachzubilden und die Atmosphäre der 1970er Jahre einzufangen. Ebenso hebt Roeper die Darbietungen der Nebendarsteller, das gute Timing und den leichten Humor positiv hervor, während er die Beschönigung von Marleys Leben und seinen zahlreichen Affären sowie seine übertriebene Inszenierung als fast schon jesusartige Figur bemängelt.

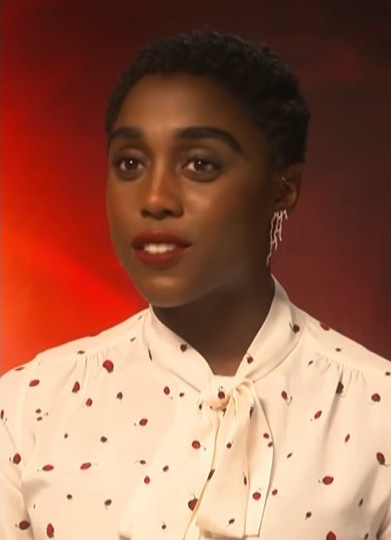
Lashana Lynch erhielt für die Verkörperung von Bob Marleys Ehefrau Rita viel Lob.

Zu einem durchwachseneren Urteil gelangt Lovia Gyarkye vom Hollywood Reporter, für die Bob Marley: One Love durchgängig mit Startschwierigkeiten zu kämpfen hätte und nur durch die fesselnden Darbietungen von Kingsley Ben-Adir und Lashana Lynch belebt werde. So fange Ben-Adir mit einer fein abgestimmten Performance die mystische Beziehung zwischen Marley und seiner Musik gut ein, während Lynch einen ruhigen Gegenpol zur launischen Hauptfigur darstelle. Da das Drehbuch jedoch konsequent Probleme der beiden umgehe, könnten emotionale Momente zwischen den Hauptfiguren nicht wirklich untermauert werden. Bob Marley fühle sich so teilweise wie in flacher Charakter an, während auf die Emotionen seiner Ehefrau nicht tiefer eingegangen werde. Der Film finde stattdessen in Konzertszenen Halt, die das nostalgische Potenzial des Materials verdeutlichen und als Gegenstück zur Gewalt inszeniert werden würden. One Love versäume es dabei jedoch, näher auf Marleys Rolle als Leuchtfeuer für eine neue Generation schwarzer Menschen und Friedensvermittler im postkolonialistischen Jamaika einzugehen oder die Auswirkungen der politischen Gewalt im Land zu zeigen.
Kritischer betrachtet auch Owen Gleiberman von Variety den ebenso problematischen wie provokativen Film. Bob Marley: One Love sei für ihn alles andere als eine revolutionäre Musikbiografie, sondern fühle sich nur allzu oft wie der deprimierende, neurotische und auf Spielfilmlänge ausgedehnte Mittelteil eines herkömmlichen Biopics an. Der Verzicht auf Marleys musikalischen Aufstieg sei aufgrund der bisher fehlenden Reggae-Repräsentation auf der Leinwand ein Versäumnis; eigentlich aufrührerische Songs würden so in generische Nadelstiche verwandelt werden. Das Drehbuch sei gleichzeitig ein anekdotischer Flickenteppich ohne überzeugende Struktur, das viele Themen zwar anschneide, aber nie ganz herausarbeite, was genau eigentlich Bob Marleys Reise wäre. So werde Bob Marley: One Love zu einem „willkürlichen ’70er-Jahre-Hang-Out-Film“, der zunehmend in die Banalitäten einer Heldenverehrung abgleite, auch wenn Hauptdarsteller Kingsley Ben-Adir den jamaikanischen Musiker mit der Finesse eines Filmstars spiele.
Enttäuscht zeigt sich Peter Bradshaw vom Guardian, für den Bob Marley: One Love ein großartiger Film über die sensationelle Karriere des jamaikanischen Musikers hätte werden können, stattdessen aber betäubend, schleppend und ehrfürchtig sei. Das Biopic habe Probleme, sich aufzurütteln, und versäume es, einige große Fragen aus Marleys Leben zu thematisieren. Zwar würden immerhin die Hits gebührend präsentiert werden und der Film so in einigen Momenten aus seiner Frömmigkeit zum Leben erwachen, doch Hauptdarsteller Kingsley Ben-Adir sei eine Fehlbesetzung. Daneben liefere One Love den langweiligsten jemals auf der Kinoleinwand präsentieren Mordversuch und oberflächliche sowie uninspirierte Rückblenden in Marleys Kindheit.

### Einspielergebnis
Am verlängerten Presidents-Day-Wochenende konnte Bob Marley: One Love in den Vereinigten Staaten mit einem Einspielergebnis von rund 52 Millionen US-Dollar die Spitzenposition der Kino-Charts belegen. Dabei setze sich das Biopic nicht nur gegen den konkurrierenden Kinostart des Superheldenfilms Madame Web durch, sondern konnte auch seine eigenen Einnahmeprognosen deutlich übertreffen. Mit einem Umsatz von 14 Millionen US-Dollar allein am Valentinstag stellte der Film zudem einen neuen Einnahmerekord für besagten Tag auf.
International spielte Bob Marley: One Love im selben Zeitraum weitere 29 Millionen US-Dollar ein, wodurch der Film bereits am Startwochenende sein auf 70 Millionen US-Dollar geschätztes Budget nominell erwirtschaften konnte. In Deutschland verzeichnete One Love nach der Veröffentlichung rund 125.000 Kinobesucher und belegte damit den dritten Platz der Kino-Charts, während das Biopic in Jamaika den historisch besten Kinostart eines Films verbuchen konnte.
Die weltweiten Einnahmen aus Kinovorführungen belaufen sich auf 179,4 Millionen US-Dollar, von denen Bob Marley: One Love allein 96,9 Millionen im nordamerikanischen Raum erwirtschaften konnte. In Deutschland verzeichnete der Film insgesamt 511.860 Kinobesucher.

### Auszeichnungen
Black Reel Awards 2025
- Nominierung als Beste Nebendarstellerin (Lashana Lynch)
- Nominierung für die Beste Filmmusik (Kris Bowers)
- Nominierung für den Besten Soundtrack (Tuff Gong & Island Records)
- Nominierung für das Beste Make-up und die besten Frisuren (Nadia Stacy & Carla Farmer)[42]

Hollywood Music in Media Awards 2024
- Nominierung als Bestes musikbezogenes Biopic oder Musical[43]

Make-Up Artists and Hair Stylists Guild Awards 2024
- Nominierung für die Besten historischen Frisuren (Carla Farmer, Nadia Stacey & Morris Roots)[44]

NAACP Image Awards 2025
- Nominierung als Bester Film
- Nominierung für die Beste Regie (Reinaldo Marcus Green)
- Nominierung als Bester Hauptdarsteller (Kingsley Ben-Adir)
- Nominierung als Beste Hauptdarstellerin (Lashana Lynch)
- Nominierung als Bestes Schauspielensemble
- Nominierung für das Beste Soundtrack-Album (Tuff Gong & Island Records)[45]